# Modo de acción
Un modo de acción (MoA) describe un cambio funcional o anatómico, resultante de la exposición de un organismo vivo a una sustancia. En comparación, un mecanismo de acción (MOA) describe tales cambios a nivel molecular.
Un modo de acción es importante en la clasificación de sustancias químicas, ya que representa un nivel intermedio de complejidad entre los mecanismos moleculares y los resultados fisiológicos, especialmente cuando el objetivo molecular exacto aún no se ha dilucidado o está sujeto a debate. Un mecanismo de acción de una sustancia química podría ser "unirse al ADN", mientras que su modo de acción más amplio sería la "regulación transcripcional". Sin embargo, no existe un consenso claro y el término modo de acción también se usa con frecuencia, especialmente en el estudio de plaguicidas, para describir mecanismos moleculares como la acción sobre receptores nucleares o enzimas específicos.
El efecto del MoA de los rayos gamma sobre los autótrofos sigue sin ser estudiado. Se sabe que existen los efectos habituales del daño del ADN y la generación de especies reactivas de oxígeno a partir del agua, por supuesto, pero también se ha observado interferencia con la fotosíntesis y no se explica suficientemente.